# Horst Köhler
Horst Köhler (AFI: [hɔɐ̯st ˈkøːlɐ]; n. 22 februarie 1943, Skierbieszów, Guvernământul General, Germania Nazistă – d. 1 februarie 2025, Berlin, Germania) a fost un economist și politician german (CDU), care a îndeplinit funcția de președinte al Germaniei în perioada 2004-2010.

## Biografie
Köhler provine dintr-o familie de germani basarabeni din Râșcani.
Între 1990 și 1993, Köhler a fost secretar de stat în Ministerul Federal de Finanțe. Din 1998 până în 2000 a fost președintele Băncii Europene pentru Reconstrucție și Dezvoltare. Apoi a fost directorul Fondului Monetar Internațional până la 4 martie 2004.
La 1 iulie 2004 Horst Köhler fost ales drept președinte al Republicii Federale Germania. Între 2 iulie și 3 iulie 2007 a efectuat o vizită oficială la București și Sibiu. La 23 mai 2009 a fost reales drept președinte al Republicii Federale pentru încă 5 ani.
La 31 mai 2010 și-a dat demisia din funcția de președinte al Germaniei, în mod surprinzător. Conform constituției urmașul său a trebuit să fie ales (de către Bundesversammlung, Adunarea Federală) în decurs de maximum 30 de zile. Pentru perioada interimară Köhler a predat funcțiile sale de președinte al statului Președintelui actual al Bundesratului, Jens Böhrnsen, SPD, președintele Senatului landului Brema și în același timp primar al orașului Brema.
La 1 februarie 2025 politicianul a încetat din viață.